# دانش خطرناک
برای شهوت دانستن: شرق‌شناسان و دشمنان آنها ، که در ایالات متحده (و ایران) با عنوان دانش خطرناک: شرق شناسی و مصائب آن منتشر شده است، یک کتاب غیرداستانی از رابرت اروین مورخ بریتانیایی منتشرشده در سال 2006 است. این کتاب هم تاریخِ رشتهٔ دانشگاهیِ شرق‌شناسی است و هم حمله‌ای به کتاب شرق‌شناسی ادوارد سعید (منتشرشده در  1978) که او آن را چنین توصیف می‌کند: «شارلاتانیِ بدخیم، که در آن تشخیص اشتباه صادقانه از سوءتقریر عمدی دشوار است». عنوان نسخه انگلیسی کتاب برگرفته از شعر "سفر طلایی به سمرقند" نوشته جیمز الروی فلکر است. 

## نقد
رضا داوری اردکانی در کتاب گسست تاریخی و شرق‌شناسی به نقد مفصل ادعاهای اروین و دفاع از ادوارد سعید پرداخته‌است.

## نسخه‌ها

### انگلستان
- For Lust of Knowing: The Orientalists and Their Enemies. Allen Lane. 2006. ISBN 978-0-7139-9415-5. (Hardcover)
- For Lust of Knowing: The Orientalists and Their Enemies. Penguin Books Ltd. 2007. ISBN 978-0-14-028923-7. (Paperback)

### آمریکا
- Dangerous Knowledge: Orientalism and Its Discontents. Overlook Hardcover. 2006. ISBN 978-1-58567-835-8. (Hardcover)
- Dangerous Knowledge: Orientalism and Its Discontents. Overlook TP. 2008. ISBN 978-1-59020-017-9. (Paperback)